# Raúl Madero
Raúl Madero (Buenos Aires, 21 maggio 1939 – 24 dicembre 2021) è stato un calciatore argentino, di ruolo difensore.

## Palmarès

### Competizioni nazionali
- Campionato argentino: 1

Estudiantes: Metropolitano 1967

### Competizioni internazionali
- Coppa Libertadores: 2

Estudiantes: 1968, 1969
- Coppa Interamericana: 1

Estudiantes: 1968
- Coppa Intercontinentale: 1

Estudiantes: 1968